# リライアンス級カッター
リライアンス級カッター（リライアンスきゅうカッター、英語: Reliance-class cutter）は、アメリカ沿岸警備隊の保有する中距離用カッター（Medium Endurance Cutter, WMEC）の艦級。当初は巡視船（Patrol Craft, WPC）と称されていたが、1966年5月1日にWMECに種別変更された。その全長から、210フィート級とも呼ばれている。

## 設計
本級は、第二次世界大戦期に建造されたカッターの更新用として建造された。船型は長船首楼型、上部構造物は3層構造の背の高いもので、船橋は全周の視界を確保している。10,000トン以上の大きさの船を曳航することができる。アメリカ周辺海域において警備・救難任務を遂行するように設計されており、通常、1年の半分を哨戒任務に費やし、残る半分は艦の整備と乗員の休養に充てる。一回の哨戒は6～7週間に及ぶ。
当初、最初の4隻はCODAG構成の主機を搭載していた。これは、巡航機としてクーパー・ベッセマー社製FVBM12-Tディーゼルエンジン2基（計3,000 bhp）、加速機としてソーラー社製サターンT-100型ガスタービンエンジン2基（計2,000 shp）を用いるものであった。しかし燃費が悪く、1986年から全艦に行なわれた改装の際に、5番艦以降と同様の純ディーゼル構成に変更された。

## 装備
レーダーとしては、当初はAN/SPS-23が搭載されていたが、1980年代にAN/SPS-64 2基に変更され、さらにその後AN/SPS-73に更新された。また1984年から1998年にかけてMMA（Midlife Maintenance Availability）と称する改装が行われ、この際にベア級カッターに準じたC4Iシステム（SCCS-210）を搭載した。
比較的軽武装であるが、戦時には、AN/SQS-17ソナー、ヘッジホッグ対潜迫撃砲、Mk.32 3連装短魚雷発射管、さらに追加の3インチ砲を搭載して、哨戒・護衛任務に就く予定であった。しかし冷戦終結後、この計画は放棄され、主兵装は、手動式の50口径76mm単装緩射砲（Mk.22 3インチ砲）から、より小口径だが近代的なMk.38 25mm単装機銃に変更された。これらの追加装備は、結局、実際にカッターに搭載されたことはないと考えられている。
格納庫は持たないものの、船首楼甲板後端部はヘリコプター甲板とされており、露天係止で救難ヘリコプター1機を運用できる。なお最終船「アラート」は、アメリカ軍として初めてベアトラップ着艦拘束装置を設置しており、1969年より、HH-52Aヘリコプターによる試験が行われた。

## 同型艦
当初計画では30隻の建造が予定されていたが、実際の建造は16隻に留められた。
| アメリカ沿岸警備隊 | アメリカ沿岸警備隊               | アメリカ沿岸警備隊 | アメリカ沿岸警備隊       | 退役/再就役後            | 退役/再就役後            | 退役/再就役後                            |
| #                  | 艦名                             | 就役               | 退役                     | 再就役先                 | #                        | 艦名                                     |
| ------------------ | -------------------------------- | ------------------ | ------------------------ | ------------------------ | ------------------------ | ---------------------------------------- |
| WMEC-615           | リライアンス USCGC Reliance      | 1964年6月          | アメリカ沿岸警備隊で現役 | アメリカ沿岸警備隊で現役 | アメリカ沿岸警備隊で現役 | アメリカ沿岸警備隊で現役                 |
| WMEC-616           | ディリジェンス USCGC Diligence   | 1964年8月          | アメリカ沿岸警備隊で現役 | アメリカ沿岸警備隊で現役 | アメリカ沿岸警備隊で現役 | アメリカ沿岸警備隊で現役                 |
| WMEC-617           | ヴィジラント USCGC Vigilant      | 1964年10月         | アメリカ沿岸警備隊で現役 | アメリカ沿岸警備隊で現役 | アメリカ沿岸警備隊で現役 | アメリカ沿岸警備隊で現役                 |
| WMEC-618           | アクティヴ USCGC Active          | 1966年9月          | アメリカ沿岸警備隊で現役 | アメリカ沿岸警備隊で現役 | アメリカ沿岸警備隊で現役 | アメリカ沿岸警備隊で現役                 |
| WMEC-619           | コンフィデンス USCGC Confidence  | 1966年2月          | アメリカ沿岸警備隊で現役 | アメリカ沿岸警備隊で現役 | アメリカ沿岸警備隊で現役 | アメリカ沿岸警備隊で現役                 |
| WMEC-620           | リゾリュート USCGC Resolute      | 1966年12月         | アメリカ沿岸警備隊で現役 | アメリカ沿岸警備隊で現役 | アメリカ沿岸警備隊で現役 | アメリカ沿岸警備隊で現役                 |
| WMEC-621           | ヴァリアント USCGC Valiant       | 1967年10月         | アメリカ沿岸警備隊で現役 | アメリカ沿岸警備隊で現役 | アメリカ沿岸警備隊で現役 | アメリカ沿岸警備隊で現役                 |
| WMEC-622           | カレイジャス USCGC Courageous    | 1968年4月          | 2001年9月19日            | スリランカ海軍           | P 621                    | サムドラ SLNS Samudura                   |
| WMEC-623           | ステッドファスト USCGC Steadfast | 1968年9月          | アメリカ沿岸警備隊で現役 | アメリカ沿岸警備隊で現役 | アメリカ沿岸警備隊で現役 | アメリカ沿岸警備隊で現役                 |
| WMEC-624           | ドーントレス USCGC Dauntless     | 1968年6月          | アメリカ沿岸警備隊で現役 | アメリカ沿岸警備隊で現役 | アメリカ沿岸警備隊で現役 | アメリカ沿岸警備隊で現役                 |
| WMEC-625           | ヴェンチャラス USCGC Venturous   | 1968年8月          | アメリカ沿岸警備隊で現役 | アメリカ沿岸警備隊で現役 | アメリカ沿岸警備隊で現役 | アメリカ沿岸警備隊で現役                 |
| WMEC-626           | ディペンダブル USCGC Dependable  | 1968年11月         | アメリカ沿岸警備隊で現役 | アメリカ沿岸警備隊で現役 | アメリカ沿岸警備隊で現役 | アメリカ沿岸警備隊で現役                 |
| WMEC-627           | ヴィガラス USCGC Vigorous        | 1969年5月          | アメリカ沿岸警備隊で現役 | アメリカ沿岸警備隊で現役 | アメリカ沿岸警備隊で現役 | アメリカ沿岸警備隊で現役                 |
| WMEC-628           | デュラブル USCGC Durable         | 1967年12月         | 2001年9月20日            | コロンビア沿岸警備隊     | PO-44                    | バジェ・デル・カウカ ARC Valle del Cauca |
| WMEC-629           | ディサイシヴ USCGC Decisive      | 1968年8月月        | 2023年 3月2日            |                          |                          |                                          |
| WMEC-630           | アラート USCGC Alert             | 1969年8月          | アメリカ沿岸警備隊で現役 | アメリカ沿岸警備隊で現役 | アメリカ沿岸警備隊で現役 | アメリカ沿岸警備隊で現役                 |

## 登場作品

### 映画
『エアポート'77/バミューダからの脱出』
「ヴェンチャラス」が登場。レーダーから消滅して行方不明となったボーイング747の捜索活動に参加する。
撮影には、アメリカ沿岸警備隊の全面協力で実物が使用されている。